# Kokand 1912
El Kokand 1912 (en uzbeko: «Qoʻqon 1912» futbol klubi / «Қўқон 1912» футбол клуби; en ruso: Футбольный клуб «Коканд 1912») es un equipo de fútbol de Uzbekistán que juega en la Liga de fútbol de Uzbekistán, la primera categoría de fútbol en el país.

## Historia

### Etapa Soviética
Fue fundado en el año 1912 en la ciudad de Kokand con el nombre Muskomanda y no es solo el equipo de fútbol más viejo de Uzbekistán, sino también el más viejo de Asia Central con el fin de que los soldados del Imperio ruso practicaran fútbol en su tiempo libre.
El club no tuvo mucho éxito durante la época soviética, ya que la primera división de Uzbekistán era dominada por equipos de Tashkent y Fargona, por lo que los jugadores de Kokand emigraban a esas ciudades.
En 1968 el club llega a jugar en la Clase B de Unión Soviética, lo que equivale a la tercera división del país junto a los demás equipos de Asia Central. En 1988 juega en la Segunda Liga Soviética, donde estuvo hasta la independencia de Uzbekistán.

### Desde la Independencia
Tras la separación de la Unión Soviética y la posterior independencia de Uzbekistán se convirtió en uno de los equipos fundadores de la Liga de fútbol de Uzbekistán, en la cual terminó en sexto lugar en su primera temporada. Permaneció por cuatro temporadas en la máxima categoría hasta que descendió en 1995.
En el 2000 desciende a la Primera Liga de Uzbekistán, aunque en 2001 regresa a la primera división hasta que el club es suspendido en 2004 por no pagar las cuotas de participación. En 2006 desciende a la Segunda Liga de Uzbekistán, en 2009 gana el título de la Primera Liga de Uzbekistán pero no gana el ascenso porque congelaron el descenso esa temporada.
En 2014 logra el ascenso a la Liga de fútbol de Uzbekistán que es donde está actualmente.

## Nombres
El club ha cambiado de nombre en varias ocasiones:
| Periodo     | Nombre           |
| ----------- | ---------------- |
| 1912 — 1925 | Muskomanda       |
| 1925 — 1950 | Kokand           |
| 1950 — 1987 | Mehnat           |
| 1988 — 1991 | Avtomobilist     |
| 1992 — 2001 | Temiryulchi      |
| 2002 — 2008 | Kokand           |
| 2009 — 2011 | Bunyodkor-Kokand |
| 2012 —      | Kokand 1912      |

## Palmarés
- Primera Liga de Uzbekistán: 3

1997, 2001, 2009